# Кинжебулак
Кинжебулак — село в Домбаровском районе Оренбургской области в составе Красночабанского сельсовета.

## География
Находится на расстоянии примерно 55 километров по прямой на запад-северо-запад от районного центра посёлка Домбаровский.

## Климат
Климат резко континентальный. Зима, как правило, малоснежная, суровая, холодная. Самый холодный месяц — январь. Средняя температура января −16,5…−17 °C. Осадки за холодный период года (с ноября по март) составляют около 100 мм. Снежный покров устанавливается в середине ноября и исчезает в конце апреля. Высота снежного покрова менее 30 см. Весна развертывается интенсивно. Быстро нарастает температура и прогревается земля. Безморозный период в среднем составляет 120—135 дней. Лето жаркое, начало обычно засушливое. Средняя температура июля +21,8 °C. Максимальная температура может доходить до +42 °C. Осадки за тёплый период года (с апреля по октябрь) составляют около 100—250 мм. Осенью начинаются утренние заморозки. Понижение температур происходит неравномерно. В конце октября температура опускается ниже нуля.

## История
Основано в 1909—1910 году украинскими переселенцами предположительно из Екатеринославской губернии. Во время коллективизации был организован колхоз им. 9 января с центром в селе Екатеринославке, а в Кенжибулаке была организована бригада колхоза. В 1957 году Кинжебулак стал центром отделения совхоза «Красночабанский». После акционирования сельхоз предприятия (1993) стал центром одного из отделений ООО «Красный чабан» (2004).Топоним «Кинжебулак» можно перевести на русский с казахского языка, как «родник Кенже».

## Население
Постоянное население составляло 118 человек в 2002 году (казахи 86 %), 49 человек в 2010 году.